# Baruten
Baruten è una delle sedici aree a governo locale (local government areas) in cui è suddiviso lo stato di Kwara, in Nigeria. Estesa su una superficie di 9.749 km², conta una popolazione di 209.459 abitanti.